# Adam Cegielski
Adam Cegielski (ur. 3 kwietnia 1967 w Jeleniej Górze) – polski muzyk jazzowy, grający na kontrabasie, pedagog.

## Życiorys
Absolwent Podstawowej Szkoły Muzycznej w klasie fortepianu i Liceum Muzycznego w klasie kontrabasu w Bielsku-Białej oraz Wydziału Instrumentalnego Akademii Muzycznej w Warszawie w klasie kontrabasu Andrzeja Mysińskiego. Na scenie muzycznej zadebiutował w 1988 r. w Kwartecie Kazimierza Jonkisza, w którym występował do 1991 roku. W 1990 r,. jako członek zespołu Central Heating Trio, zdobył I nagrodę i wyróżnienie indywidualne na konkursie Jazz Juniors w Krakowie, VI nagrodę w Europejskim Konkursie Jazzowym w Hoeilaart (Belgia), „Klucz do Kariery” Pomorskiej Jesieni Jazzowej w Bydgoszczy. Również w 1990 r. znalazł się także wśród finalistów konkursu International Jazz Federation w Leverkusen (RFN). W 1994 r. został stypendystą Fundacji Kultury Polskiej im. Krzysztofa Komedy.
W kolejnych latach koncertował i nagrywał z m.in.: Quintessence (1991–1993), Kwartetem Kuby Stankiewicza (1992–1995), Triem Andrzeja Jagodzińskiego (od 1993), jak również okazjonalnie z Ewą Bem, Lorą Szafran, Janem „Ptaszynem” Wróblewskim, Wojciechem Karolakiem, Tomaszem Stańką, Zbigniewem Namysłowskim, Henrykiem Miśkiewiczem, Zbigniewem Preisnerem, Janem A.P. Kaczmarkiem oraz orkiestrami symfonicznymi Concerto Avenna (1991–1992) i Sinfonia Varsovia (1991–1995).
Od 1994 r. zajmuje się działalnością pedagogiczną. Obecnie prowadzi klasę kontrabasu na Wydziale Jazzu w Zespole Państwowych Szkół Muzycznych im. Fryderyka Chopina w Warszawie, w której to od 2005 r. zajmuje stanowisko wicedyrektora do spraw kształcenia jazzowego.

## Dyskografia
- Sinfonia Polonia I.J.Paderewski – Sinfonia Varsovia, dyrygent J.Maksymiuk
- Gala Concert Sevilla '93 – Sinfonia Varsovia, dyrygent K.Penderecki
- Birthday – Quintessence (najlepsza płyta roku 1992 w ankiecie czytelników Jazz Forum)
- Northern Song – Kuba Stankiewicz Quartet (najlepsza płyta roku 1993 w ankieta czytelników Jazz Forum)
- Made in Poland – Jan „Ptaszyn” Wróblewski
- A Farewell to Maria – Tomasz Stańko
- More Love – Henryk Miśkiewicz
- Quiet City – Wojtek Staroniewicz Quartet
- Chopin – Andrzej Jagodziński Trio (najlepsza płyta roku 1994 w ankiecie czytelników Jazz Forum)
- Christmas – Andrzej Jagodziński Trio
- I want to be happy – Piotr Cieślikowski Quartet
- Chopin – Live at the National Philharmonic – Andrzej Jagodziński Trio
- Kolęda na cały rok – Ewa Bem
- Deep Cut – Andrzej Jagodziński Trio
- Beeing confused – Krzysztof Herdzin Quintet
- Duety – Irena Santor
- Koncert Inaczej – Kasia Kowalska
- Szeptem – Anna Maria Jopek
- Uczucia – Michał Bajor
- Chopin Once More – Andrzej Jagodziński Trio
- Dreadlines – Giovanni Mirabassi & Andrzej Jagodziński Trio

## Udział w nagraniach muzyki filmowej, serialowej i telewizyjnej
- 1991 – Niech żyje miłość
- 1994 – Quartet in 4 movements
- 1995 – Pestka
- 1997 – Bandyta
- 1997 – Prostytutki
- 1997 – Sposób na Alcybiadesa
- 1998 – Spona
- 1999 – The Third Miracle
- 2000 – To my
- 2003 – Zróbmy sobie wnuka
- 2013 – Miasteczko Harmider

## Odznaczenia
- Srebrny Krzyż Zasługi (2020)[1]
- Brązowy Medal „Zasłużony Kulturze Gloria Artis” (2023)[2]